# Жиголо і Жиголетта (фільм, 1980)
«Жиголо і Жиголетта» (рос. «Жиголо и Жиголетта») — російський радянський художній фільм 1980 року режисера Олександра Бєлінського за мотивами однойменного оповідання Вільяма Сомерсета Моема.

## У ролях
- Катерина Максимова
- Володимир Васильєв
- Марія Миронова
- Руфіна Ніфонтова
- Микита Подгорний
- Сергій Цейц
- Марк Перцовський
- Михайло Брохес
- Юрій Сагьянц
- Леонід Харитонов

## Творча група
- Сценарій і постановка Олександр Бєлінський
- Оператори: Євген Анісімов, Валентин Халтурін
- Композитор: Астор П'яццола

## ПОСИЛАННЯ
- Жиголо і жиголетта (1980) [Архівовано 21 грудня 2019 у Wayback Machine.] (рос.)